# Gropen (film)

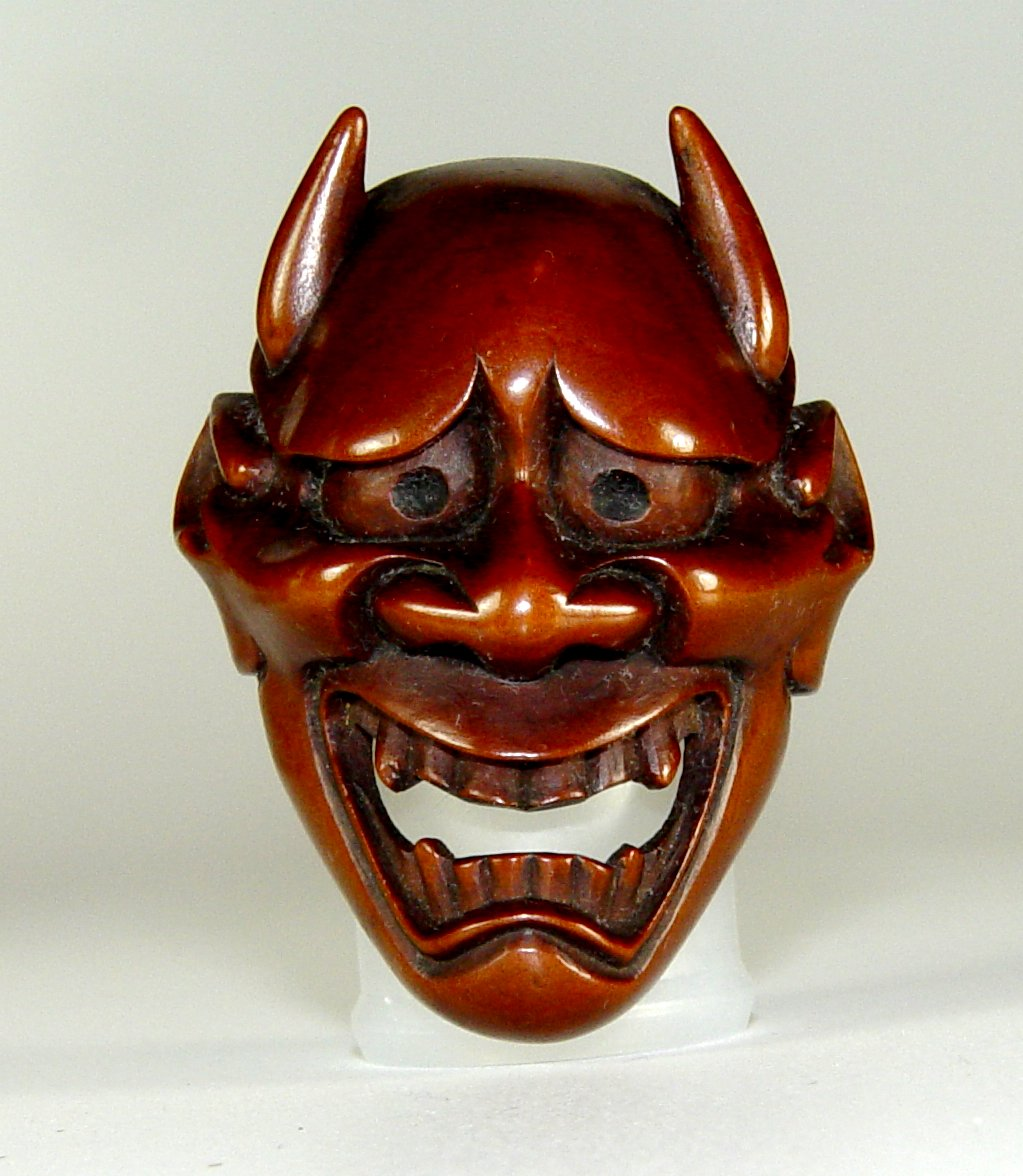
En hannya-mask

Gropen är en japansk skräckfilm från 1964 i regi av Kaneto Shindo. Dess japanska titel är Onibaba (鬼婆), "Demontanten".

## Handling
I ett skjul i vassen vid ett vattendrag i 1300-talets krigshärjade Japan lever en ung kvinna och hennes svärmor i fattigdom. Deras make och son, Kichi, har dragit ut som frivillig i inbördeskriget. Kvinnorna livnär sig på att döda förbipasserande samurajer och sälja deras rustningar och vapen. Kropparna dumpar de i en grop. När Kichis kompanjon Hachi återvänder ensam, och berättar att Kichi dödats av bönder, dröjer det inte länge innan den unga änkan inleder ett hemligt förhållande med honom. Hennes svärmor, som ogillar Hachi – utöver att han kom tillbaka ensam vill han inte ligga med en gammal gumma – bestämmer sig för att försöka skrämma sin svärdotter till att upphöra med sina nattliga visiter.

## Om filmen
- Taikotrummor används flitigt i filmmusiken.
- Gropen hade japansk premiär 21 november 1964.
- I Sverige var premiären 6 april 1967.
- Masken som används är inspirerad av no-masken hannya.
- Vid 1965 års upplaga av Blue Ribbon Awards vann Gropen pris för bästa foto och bästa kvinnliga biroll.

## Rollista
- Nobuko Otowa - Kvinna
- Jitsuko Yoshimura - Ung kvinna
- Kei Sato - Hachi
- Jukichi Uno - Samuraj
- Taiji Tonoyama - Ushi